# Studio Collection 2000–2012
Studio Collection, lançado sob o nome de Studio Collection 2000–2012, é um box set de álbuns de estúdio lançado pela banda americana de rock Linkin Park em 2013. O conjunto é composto por cinco álbuns de estúdio e um álbum remix, cada um contendo a lista principal de faixas.